# Heinz von Heiden Massivhäuser

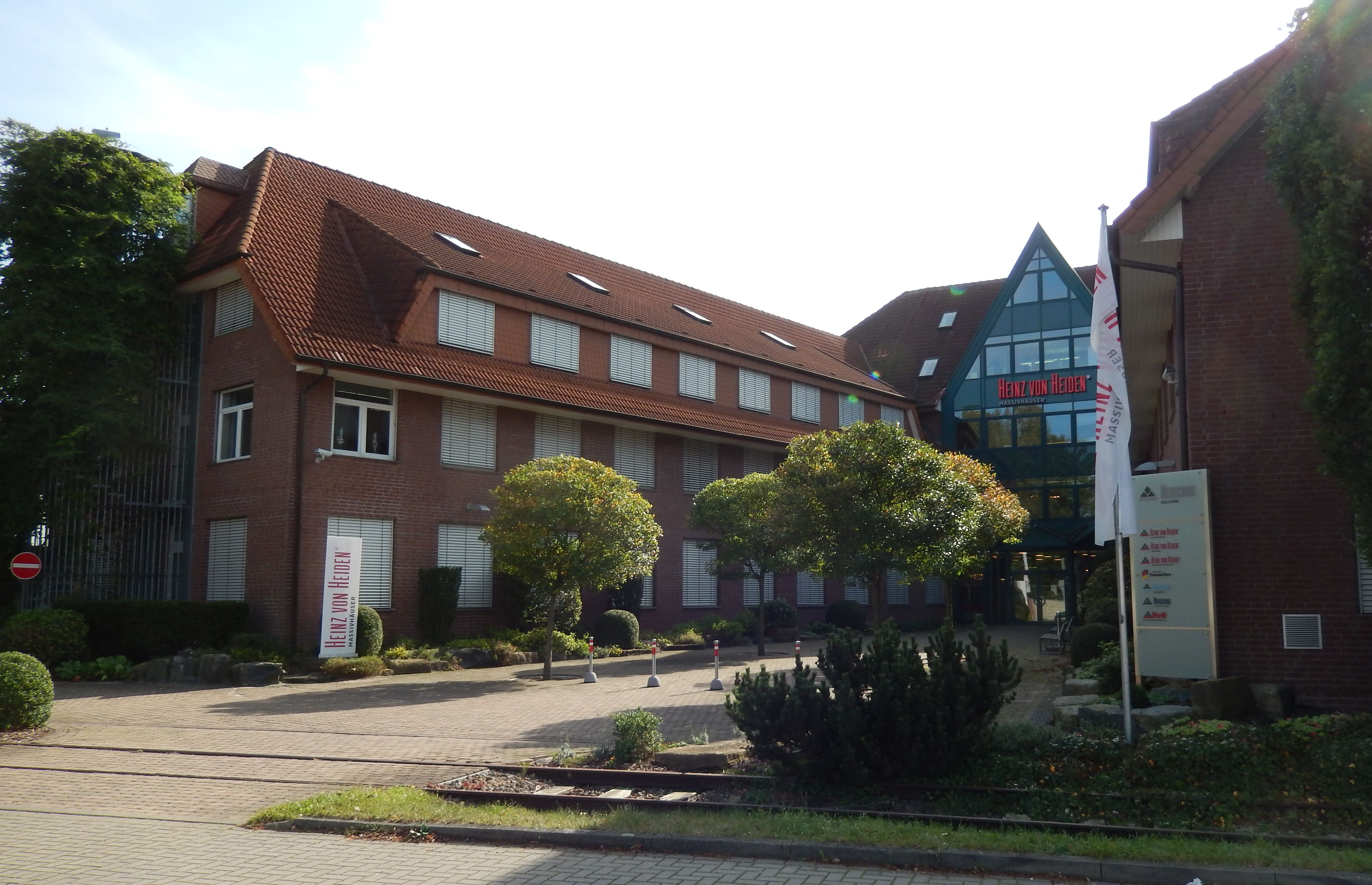
Firmenzentrale in Isernhagen

Die Heinz von Heiden GmbH Massivhäuser mit Sitz in Isernhagen bei Hannover ist mit jährlich rund 1700 gebauten Häusern einer der größten Massivhausanbieter in Deutschland, Polen und der Schweiz. In der Zentrale und den vier weiteren Standorten Hallbergmoos bei München, Kuppenheim bei Baden-Baden, Hennigsdorf bei Berlin und im Carlswerk in Köln beschäftigt die Unternehmensgruppe über 250 Mitarbeiter. Das Unternehmen gehört zur Mensching Holding.

## Geschichte
Das Unternehmen wurde 1931 von dem Maurermeister Heinrich von Heiden in Lemgo/Lippe gegründet.
1969 übernahm sein Sohn Heinz von Heiden die Leitung. 1985 entwickelten die heutigen Gesellschafter der Architekt Willi Mensching gemeinsam mit Marita Mensching die ersten Typenhäuser. 1987 wurde der Firmensitz nach Isernhagen bei Hannover verlegt. 1999 übernahm Marita Mensching die Geschäftsführung. 2007 folgte die Gründung der Heinz von Heiden Swiss AG. Im Jahr 2019 erfolgte die Expansion in das erste nicht-deutschsprachige Ausland nach Polen.
In den Jahren 2005 und 2006 wurde durch die bevorstehende Abschaffung der staatlichen Eigenheimzulage mit rund 325 Millionen Euro ein außergewöhnlich hoher Umsatz erzielt. Viele Familien bauten früher als geplant, um die staatliche Förderung noch vor der Abschaffung zu erhalten. Die Folge war eine Boom-Phase für die gesamte Baubranche. Hauptgrund für den Umsatzrückgang in den folgenden Jahren war die Abschaffung der Eigenheimzulage, die seit 2006 nicht mehr vom Staat gewährt wird. So wurden im Jahr 2005 über 3500 und im Jahr 2006 insgesamt 3225 Häuser gebaut. 2007 baute Heinz von Heiden in Deutschland knapp über 2000 Häuser und es wurde im Rahmen weiterer Expansionen die Heinz von Heiden Swiss AG gegründet.
Auf Grund der Boom-Phase in den Jahren 2005 und 2006 folgte in der gesamten Branche ein Umsatzrückgang. 2009 baute das Unternehmen 1313 Häuser und erwirtschaftete einen Umsatz von 162 Millionen Euro. Im selben Jahr wurde das Geschäftsmodell durch den Geschosswohnungsbau mit Eigentumswohnungen erweitert.
Zum 80-jährigen Bestehen der Firma wurde im Jahr 2011 nach eigenen Angaben die Marke von 41.000 gebauten Häusern seit Unternehmensgründung erreicht. Im Jahr 2013 kletterte der Umsatz auf 330 Millionen Euro. Im selben Jahr wurde in Möckern bei Magdeburg das Heinz von Heiden Bauleistungszentrum (BLZ) eröffnet. Auf über 80.000 Quadratmeter wickelt das BLZ die Logistik für alle Neubauvorhaben der Unternehmensgruppe in Deutschland und der Schweiz ab. Das BLZ wurde im Jahr 2014 im Rahmen des Bundesprogramms „50plus“ von der Bundesregierung als „Unternehmen mit Weitblick“ prämiert.
Im Jahr 2015 erzielte das Unternehmen einen Jahresumsatz von 357 Millionen Euro und die Marke von 45.000 gebauten Häusern in Deutschland und der Schweiz wird überschritten. Im Jahr 2016 hatte das Unternehmen, welches sich auf den Bau von Typenhäusern in massiver Bauweise spezialisiert hat, insgesamt fünf Niederlassungen (Kompetenzzentren in Berlin, München, Baden-Baden, Köln und Hannover) sowie 40 Musterhausstandorte in ganz Deutschland und in der Schweiz.
2016 wurde Heinz von Heiden mit dem Axia Award in der Kategorie Bester Brückenbauer im Sinne einer generationsübergreifenden Nachfolgeregelung prämiert.
2017 übernahm Helge Mensching die Geschäftsführung. Im Jahr 2020 wurde er vom Wirtschaftsverband „Die Jungen Unternehmer“ Hannover zum Jungunternehmer des Jahres gewählt.
Insgesamt hat die Firma Heinz von Heiden GmbH Massivhäuser seit 1931 über 50.000 Häuser errichtet.

## Unternehmensstruktur
Die Heinz von Heiden-Unternehmensgruppe ist ein Bauregieunternehmen und verkauft ihre Häuser über 250 Mitarbeiter und 300 selbstständige Vertriebspartner in Deutschland, Polen und der Schweiz.
Weitere zum Unternehmen gehörende Unternehmen:
- Heinz von Heiden GmbH Projektentwicklung
- Heinz von Heiden GmbH Vertrieb Isernhagen
- Heinz von Heiden GmbH Bauleistungszentrum (BLZ)

## Weitere Aktivitäten
Die Heinz von Heiden GmbH Massivhäuser engagiert sich besonders im sozialen Bereich und ist Sponsor von vielen regionalen Sportteams, gemeinnützigen Vereinen und schulischen Einrichtungen. Von 2005 bis 2007 war das Unternehmen zudem Hauptsponsor des professionellen Radteams Team Heinz von Heiden. Von der Saison 2014/15 bis 2020/21 war das Unternehmen Hauptsponsor des Fußballvereines Hannover 96 und ist seit der Saison 2021/22 Exklusivpartner des Zweitligisten. Von 2016 bis 2020 war Heinz von Heiden ebenfalls als Sponsor auf den Trikots der Berliner Eisbären in der Deutschen Eishockey Liga zu sehen.
Ab 1. Juli 2022 hält Heinz von Heiden für fünf Jahre die Namensrechte am Niedersachsenstadion, das seitdem Heinz-von-Heiden-Arena heißt.